# Erich Dagobert von Drygalski
Erich Dagobert von Drygalski (Königsberg, 9 febbraio 1865 – Monaco di Baviera, 10 gennaio 1949) è stato un geografo, fisico ed esploratore tedesco.

## Formazione
A 17 anni Drygalski inizia gli studi in matematica e fisica all'Università di Königsberg (oggi Kaliningrad). Dopo poco tempo decide di dedicarsi alla geografia e si iscrive all'Università di Bonn, dove segue anche alcune lezioni di Ferdinand von Richthofen. Colpito dal suo insegnante, decide di seguirlo nelle università di Leipzig e di Berlino.
Drygalski termina i suoi studi nel 1877 con una tesi dal titolo Die Geoid-Deformation der Eiszeit ("Deformazione dei geoditi durante l'era glaciale"), nella quale studia i ghiacciai delle regioni nordiche. Tra il 1887 ed il 1891 è assistente di Geodesia a Berlino.

## In Artide
Tra il 1891 ed il 1893 Drygalski organizza una spedizione nella parte occidentale della Groenlandia che attira l'attenzione di diversi accademici berlinesi. Nel 1898 diventa lettore e, nel 1899, professore straordinario di geografia e geofisica a Berlino. Nel 1906 accetta una cattedra a Monaco dove fonda un istituto geografico che dirigerà sino alla morte.
Nel 1910 partecipa, sotto la direzione del conte Zeppelin, ad una spedizione sull'isola Spitsbergen (Svalbard).

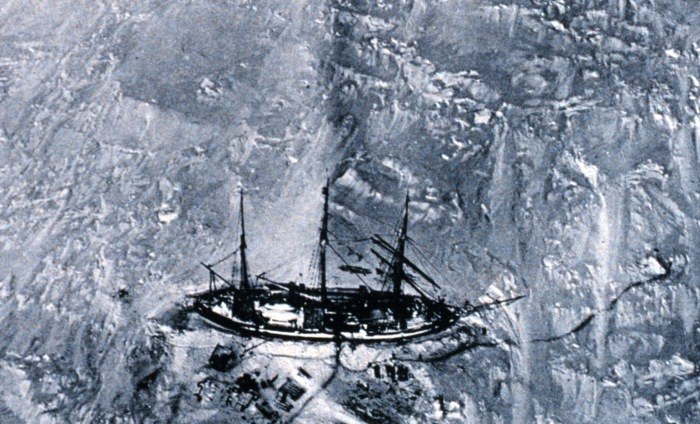
La nave Gauss in Antartide.

## In Antartide
Grazie all'esperienza acquisita in Artide, Drygalski è scelto dalla Deutsche Kommission für Südpolarforschung per guidare la prima spedizione antartica tedesca.
Nell'estate 1901 salpa da Kiel con la nave Gauss e 32 uomini (di cui 5 scienziati), con l'obiettivo di avventurarsi in un'area di Antartide inesplorata localizzata a sud delle isole Kerguelen.
Il 21 febbraio 1902 Drygalski raggiunge una costa antartica sconosciuta, che chiama Terra di Guglielmo II in onore del Kaiser Guglielmo II, che aveva finanziato la missione con 1 200 000 Goldmark. Già dal giorno successivo la nave inizia ad incontrare difficoltà di navigazione, difficoltà che si fanno crescenti sino al 1º marzo, quando la Gauss rimane definitivamente bloccata nel pack a circa 70 chilometri dalla linea di costa.
Anche se la nave rimane intrappolata nei ghiacci per 14 mesi, sino al febbraio 1903, la spedizione riesce a scoprire nuovi territori antartici come il vulcano Gaussberg, e può considerarsi un successo scientifico.

## Ultimi anni
Tra il 1905 ed il 1931 Erich von Drygalski scriverà 20 volumi e 2 atlanti per raccontare della spedizione e sistematizzarne i dati scientifici.
Drygalski va in pensione nel 1934, e muore il 10 gennaio 1949 a Monaco.

## Luoghi dedicati
Diversi luoghi sono dedicati a Erich von Drygalski tra cui:
- Isola Drygalski in Antartide.
- Ghiacciaio Drygalski in Antartide.
- Lingua glaciale Drygalski in Antartide.
- Cratere Drygalski sulla Luna.
- Un archivio alla Ludwig-Maximilians-Universität.

## Pubblicazioni
- (DE)  Grönland-Expedition der Gesellschaft für Erdkunde zu Berlin 1891-1893, 2 tomi, Kühl, Berlino 1897.
- (DE)  Deutsche Südpolar-Expedition 1901–1903 im Auftrage des Reichsamtes des Innern, 20 tomi e 2 atlanti. Berlino, 1905–1931.
- (DE)  Zum Kontinent des eisigen Südens, Verlag Georg Reimer, Berlino, 1904.